# Steven Stamkos
Steven Stamkos, celým jménem Steven Christopher Stamkos (* 7. února 1990, Markham, Ontario, Kanada) je kanadský profesionální hokejista. Hraje v NHL za Nashville Predators.

## Dětství
Rodiče jsou makedonského a skotského původu, ale narodil se a vyrůstal v Kanadě v provincii Ontario. Hrával v Eastern AAA League.

## Hráčská kariéra

### Klubová kariéra
Jako junior hrával za tým Sarnia Sting v OHL. V roce 2008 byl draftován z prvního místa týmem Tampa Bay Lightning. Svůj první zápas v NHL odehrál na začátku sezóny NHL 2008/2009 v Praze. Rozjezd v NHL měl pomalejší, první bod zaznamenal ve svém osmém zápase a v první polovině ročníku byl kritizován za nízkou produktivitu. Postupně se však adaptoval a v posledních 20 utkáních sezóny si připsal 19 bodů. V následujícím ročníku se již stal hvězdou soutěže. Vstřelil 51 gólů, spolu se Sidney Crosbym nejvíce v celé soutěži a získal tak Maurice Richard Trophy. Stal se třetím nejmladším hráčem, který překonal hranici 50 gólu v sezóně (po Waynu Gretzkym a Jimmy Carsonovi).

### Reprezentační kariéra
Kanadu reprezentoval na juniorském mistrovství světa 2008, kde pomohl týmu ke zlatu, a na dvou turnajích seniorského mistrovství světa (v letech 2009 a 2010).

## Ocenění
- 2008 - CHL Top Draft Prospect Award
- 2008 - OHL Top Draft Prospect Award
- 2008 - OHL Druhý All-Star Team
- 2010 - Maurice Richard Trophy
- 2011 - Hrál v NHL All-Star Game.
- 2012 - Maurice Richard Trophy

## Prvenství
- Debut v NHL – 4. října 2008 (Tampa Bay Lightning proti New York Rangers)
- První asistence v NHL – 28. října 2008 (Toronto Maple Leafs proti Tampa Bay Lightning)
- První gól v NHL – 30. října 2008 (Buffalo Sabres proti Tampa Bay Lightning, americkému brankáři Ryan Miller)
- První hattrick v NHL – 17. února 2009 (Tampa Bay Lightning proti Chicago Blackhawks)

## Klubová statistika
| Sezóna      | Klub                | Soutěž      |      | Základní část | Základní část | Základní část | Základní část | Základní část |    | Play off | Play off | Play off | Play off | Play off |
| Sezóna      | Klub                | Soutěž      | Z    | G             | A             | B             | TM            | Z             | G  | A        | B        | TM       |          |          |
| 2005–06     | Markham Waxers      | OMHA        | 72   | 109           | 99            | 208           | 91            | —             | —  | —        | —        | —        |          |          |
| 2006–07     | Sarnia Sting        | OHL         | 63   | 42            | 50            | 92            | 56            | 4             | 3  | 3        | 6        | 0        |          |          |
| 2007–08     | Sarnia Sting        | OHL         | 61   | 58            | 47            | 105           | 88            | 9             | 11 | 0        | 11       | 20       |          |          |
| 2008–09     | Tampa Bay Lightning | NHL         | 79   | 23            | 23            | 46            | 39            | —             | —  | —        | —        | —        |          |          |
| 2009–10     | Tampa Bay Lightning | NHL         | 82   | 51            | 44            | 95            | 36            | —             | —  | —        | —        | —        |          |          |
| 2010–11     | Tampa Bay Lightning | NHL         | 82   | 45            | 46            | 91            | 74            | 18            | 6  | 7        | 13       | 6        |          |          |
| 2011–12     | Tampa Bay Lightning | NHL         | 82   | 60            | 37            | 97            | 66            | —             | —  | —        | —        | —        |          |          |
| 2012–13     | Tampa Bay Lightning | NHL         | 48   | 29            | 28            | 57            | 32            | —             | —  | —        | —        | —        |          |          |
| 2013–14     | Tampa Bay Lightning | NHL         | 37   | 25            | 15            | 40            | 18            | 4             | 2  | 2        | 4        | 6        |          |          |
| 2014–15     | Tampa Bay Lightning | NHL         | 82   | 43            | 29            | 72            | 49            | 26            | 7  | 11       | 18       | 20       |          |          |
| 2015–16     | Tampa Bay Lightning | NHL         | 77   | 36            | 28            | 64            | 38            | 1             | 0  | 0        | 0        | 0        |          |          |
| 2016–17     | Tampa Bay Lightning | NHL         | 17   | 9             | 11            | 20            | 14            | —             | —  | —        | —        | —        |          |          |
| 2017–18     | Tampa Bay Lightning | NHL         | 78   | 27            | 59            | 86            | 72            | 17            | 7  | 9        | 16       | 4        |          |          |
| 2018–19     | Tampa Bay Lightning | NHL         | 82   | 45            | 53            | 98            | 37            | 4             | 1  | 1        | 2        | 2        |          |          |
| 2019–20     | Tampa Bay Lightning | NHL         | 57   | 29            | 37            | 66            | 22            | 1             | 1  | 0        | 1        | 0        |          |          |
| 2020–21     | Tampa Bay Lightning | NHL         | 38   | 17            | 17            | 34            | 16            | 23            | 8  | 10       | 18       | 4        |          |          |
| 2021–22     | Tampa Bay Lightning | NHL         | 81   | 42            | 64            | 106           | 36            | 23            | 11 | 8        | 19       | 25       |          |          |
| 2022–23     | Tampa Bay Lightning | NHL         | 81   | 34            | 50            | 84            | 46            | 6             | 2  | 2        | 4        | 9        |          |          |
| 2023–24     | Tampa Bay Lightning | NHL         | 79   | 40            | 41            | 81            | 34            | 5             | 5  | 1        | 6        | 2        |          |          |
| NHL celkově | NHL celkově         | NHL celkově | 1082 | 552           | 582           | 1137          | 631           | 128           | 50 | 51       | 101      | 78       |          |          |

## Reprezentace
| Rok                       | Tým                       | Soutěž                    | Z  | G  | A  | B  | TM |
| ------------------------- | ------------------------- | ------------------------- | -- | -- | -- | -- | -- |
| 2008                      | Kanada 20                 | MSJ                       | 7  | 1  | 5  | 6  | 4  |
| 2009                      | Kanada                    | MS                        | 9  | 7  | 4  | 11 | 6  |
| 2010                      | Kanada                    | MS                        | 5  | 2  | 1  | 3  | 10 |
| 2013                      | Kanada                    | MS                        | 8  | 7  | 5  | 12 | 6  |
| Seniorská kariéra celkově | Seniorská kariéra celkově | Seniorská kariéra celkově | 22 | 16 | 10 | 26 | 22 |